# Zuurgetal
Het zuurgetal is gedefinieerd als de hoeveelheid kaliumhydroxide die nodig is om één gram van een chemische stof of mengsel van chemische stoffen te neutraliseren. Het is een maat voor het aantal vrije carbonzuurgroepen in de substantie. Het zuurgetal wordt uitgedrukt in de eenheid mg KOH/g.
Normalerwijze wordt het zuurgetal gemeten door een hoeveelheid van de substantie op te lossen in isopropylalcohol. Dit wordt getitreerd met kaliumhydroxide in een bekende concentratie. Fenolftaleïne wordt als indicator gebruikt om te zien wanneer neutralisatie heeft plaatsgevonden.
Het zuurgetal is onder meer van belang om de kwaliteit van biodiesels te bepalen. Naarmate de vetten in deze diesels bederven stijgt het zuurgetal, onder andere doordat triglyceriden worden omgezet in vetzuren.